# Primula inayatii
Primula inayatii är en viveväxtart som beskrevs av John Firminger Duthie. Primula inayatii ingår i släktet vivor, och familjen viveväxter. Inga underarter finns listade i Catalogue of Life.